# The Bravery
The Bravery er et rockband fra USA.
The Bravey debuterede i 2005 med albummet "The Bravery", der bl.a. indeholdt singlen "An Honest Mistake", der for alvor fik skabt opmærksomhed om bandet og placerede dem i samme liga som Franz Ferdinand og The Killers.
Bandet holder til i New York, og deres første gig var på The Stinger Club i Brooklyn i 2003.
Forsanger Sam Endicott har ved siden af indspilningerne til "Stir The Blood" også haft tid til at skrive sange til Shakira's seneste album, bl.a. singlen "She Wolf", som er blevet til i samarbejde med John Hill.

## Diskografi
- The Bravery (2005)
- The sun and the moon (2007)

| Musikgruppe | Spire Denne artikel om en amerikansk musikgruppe er en spire som bør udbygges. Du er velkommen til at hjælpe Wikipedia ved at udvide den. |